# Trichocera mutica
Trichocera mutica är en tvåvingeart som beskrevs av Dahl 1966. Trichocera mutica ingår i släktet Trichocera och familjen vintermyggor.
Artens utbredningsområde är Tyskland. Inga underarter finns listade i Catalogue of Life.